# Лумбардська псефізма

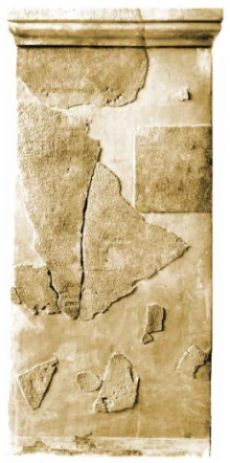
Люмбардна псефізма

Лумбардська псефізма — кам'яний напис, що розповідає про заснування давньогрецького поселення на острові Корчула, в сучасній Хорватії.

## Опис псефізми
Псефізма отримала назву від Лумбарді, маленького села, де напис був виявлений в 1877 році. Наразі лумбардська псефізма зберігається в Археологічному музеї в Загребі.
Лумбардська псефізма була виявлена на вершині пагорба Колудрт. Там колись стояло місто Іссі. Кам'яний напис закінчується двохсотма іменами грецьких родин. Цей цінний документ є найдавнішим документом, знайденим на території Хорватії. На той час колонії були створені для торгівлі з іллірійцями. Обидві громади активно взаємодіяли
Кам'яний напис містить декрет, який описує угоду про створення грецької колонії в 4 або 3 столітті до н. е. У тексті подано інформацію про греків з острова Ісса, сьогодні відомого як Віс. Греки встановили поселення на основі попередньої домовленості з представниками місцевих іллірійців.
«За часів ієромнемона Праксидамоса, у місяці Маханемус, був укладений договір про заснування поселення між людьми з Ісси та Піллоса та його сином Дазосом. Засновники погодились, і було прийняте рішення: ті, хто першим взяв землю та обгородив місто, отримають спеціальні місця для будівництва всередині укріпленого міста… і влада клянеться, що місто і земля ніколи не будуть розділені»

## Грецькі колонії
На основі історичних фактів відомо, що на Корчулі було дві грецькі колонії. У І столітті згадується грецька колонія на острові Чорна Керкіра Грецькі колоністи з Корфу створили невелику колонію на острові в 6 столітті до нашої ери. Відомі численні археологічні знахідки, серед яких наявні різьблені мармурові надгробки, кераміка. Їх тепер можна побачити в острівному музеї міста Корчула.